# Nkanu (peuple du Nigeria)
Pour les articles homonymes, voir Nkanu.
Ne doit pas être confondu avec Nkanu (peuple d'Angola et de la République démocratique du Congo).
Les Nkanu sont une population d'Afrique de l'Ouest vivant au sud et au sud-est du Nigeria. Ils font partie du groupe des Igbo.